# راهب (فیلم ۲۰۱۵)
راهب (انگلیسی: The Monk) فیلمی در ژانر اکشن و رزمی به کارگردانی چن کایگه است که در سال ۲۰۱۵ منتشر شد.